# Ata Kandó

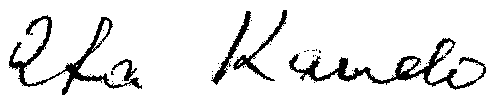
Handtekening

Ata Kandó (Boedapest, 17 september 1913 – Bergen, 15 september 2017) was een Nederlandse fotografe van Hongaarse afkomst.

## Jeugd en personalia
Ata Kandó werd geboren in Boedapest als Etelka Görög. Ze kwam uit een intellectueel milieu. Haar vader, Imre Görög, was hoogleraar geschiedenis en vooraanstaand vertaler van Russische literatuur. Haar moeder, Margit Beke, was bekend als belangrijk vertaler van Scandinavische literatuur. Omdat Kandó als kind moeite had haar eigen voornaam uit te spreken, noemde ze zichzelf Ata. De achternaam Kandó, die ze haar leven lang zou houden, kwam van haar eerste echtgenoot Gyula Kandó, met wie zij drie kinderen kreeg.
Ata Kandó overleed drie dagen voor haar 104e verjaardag.

## Opleiding en werk
In de jaren 1930 verbleven Kandó en haar man twee periodes in Parijs. Kandó studeerde in 1935 fotografie in Boedapest, onder meer bij de fotografen Klára Wachter en Jószef Pécsi. Tot 1938 werkte zij daar als fotograaf van vooral kinderen, maar van dit werk is niets bewaard gebleven. In 1938, tijdens hun tweede verblijf in Parijs, opende ze haar eigen studio aan de Avenue de l'Opéra. Met haar man was ze actief in het verzet, onder meer met het vervalsen van documenten. Na de oorlog vertrok het echtpaar opnieuw naar Parijs, maar haar man wilde terug naar Hongarije zodat Ata met hun drie kinderen achterbleef. Ze werkte voor het Amerikaanse persagentschap Magnum Photos, waarmee ze via haar landgenoot Robert Capa in contact gekomen was. Verder was ze modefotograaf voor verschillende Parijse modehuizen. In Parijs ontmoette ze in 1950 de fotograaf Ed van der Elsken met wie ze in 1954 naar Nederland verhuisde en trouwde, maar een jaar later van scheidde.

## Nederland
In Nederland maakte ze kennis met andere fotografen en samen met Violette Cornelius maakte ze een boek over de Hongaarse vluchtelingen aan de Oostenrijkse grens na het mislukken van de Hongaarse opstand tegen het communisme in 1956. Een jaar later publiceerde ze Droom in het Woud, een poëtisch fantasiefotoboek waarin haar drie kinderen figureerden, met teksten van haar zoon Thomas. In 1961 maakte ze een reis naar het Amazonegebied in Zuid-Amerika en raakte gefascineerd door het leven van de oorspronkelijke bewoners. In 1965 keerde ze terug voor een langer verblijf. Haar foto's, met een sterke maatschappelijke betrokkenheid bij de misstanden daar, werden tentoongesteld en in 1970 verscheen het boek Slaaf of Dood. Het vroeg de aandacht voor de vernietiging van het regenwoud en de inheemse stammen en hun cultuur. Haar foto's werden wereldwijd tentoongesteld. Een verder fotoboek onder de titel Kalypso en Nausikaä naar Homerus verscheen in 2004.

## Docentschap en exposities
Kandó was ook docent aan de Hogeschool voor de Kunsten in Utrecht en de Kunstacademie AKI in Enschede en leidde vele later bekend geworden fotografen op, zoals Koen Wessing en Ad van Denderen. In 2004 was er een speciale expositie in Amsterdam ter gelegenheid van haar 90e verjaardag waarvoor zij zelf een keuze maakte uit haar werk. In 2006 was in Berlijn, in de Hongaarse ambassade, een tentoonstelling van haar foto's over de Hongaarse vluchtelingen te zien. Voor haar 103de verjaardag organiseerde het Nederlands Fotomuseum een overzichtstentoonstelling van Kandó. Voor die gelegenheid werd ze door bewonderaarster Sacha de Boer zelf op de foto gezet.